# Авази, Ндука
Ндука Авази (род. 4 апреля 1981) — нигерийский легкоатлет (бег на короткие дистанции), чемпион летних Олимпийских игр 2000 года в Сиднее.

## Биография
В 1998 году на чемпионате мира по лёгкой атлетике среди юниоров в городе Анси (Франция) Авази стал чемпионом в беге на 400 метров.
На летней Олимпиаде 2000 года Авази выступал в беге на 400 метров и эстафете 4×400 метров. В первом виде Авази пробежал дистанцию за 46,81 секунды и этот результат не позволил ему пробиться дальше стадии предварительных забегов. 30 сентября 2000 года в эстафете команда Нигерии (Клемент Чукву, Джуд Монье, Сандей Бада, Энефьок Удо-Обонг, Ндука Авази) пробилась в финал соревнований, где показала результат 2:58,68 секунды, который позволил ей занять второе место. Но в августе 2008 года Антонио Петтигрю признался в употреблении запрещённых препаратов. В результате команда США, завоевавшая золотые медали, была их лишена. Олимпийское золото было передано команде Нигерии, серебряные награды были вручены команде Ямайки (2:58,78 с), а бронзовые — команде Багамских Островов (2:59,23 с).